# 크리스틴 돌턴 (미스 USA)
크리스틴 돌턴(Kristen Dalton, 1986년 12월 13일 ~ )은 미국의 모델, 미인 대회 우승자이다. 2009년 미스 USA 우승자이며 2009년 미스 유니버스에서 미국 대표로 참가했다.